# 小鬼兰
小鬼兰（学名：Didymoplexis micradenia）为兰科鬼兰属下的一个种。